# 아기우 파블루 수도원
아이우 파블루 (성 파울로스의) 수도원(그리스어: Μονή Αγίου Παύλου)는 그리스 할키디키반도의 가장 동쪽의 반도에 위치한, 아토스산 수도원 주에 있는 동방 정교회 수도원이다.

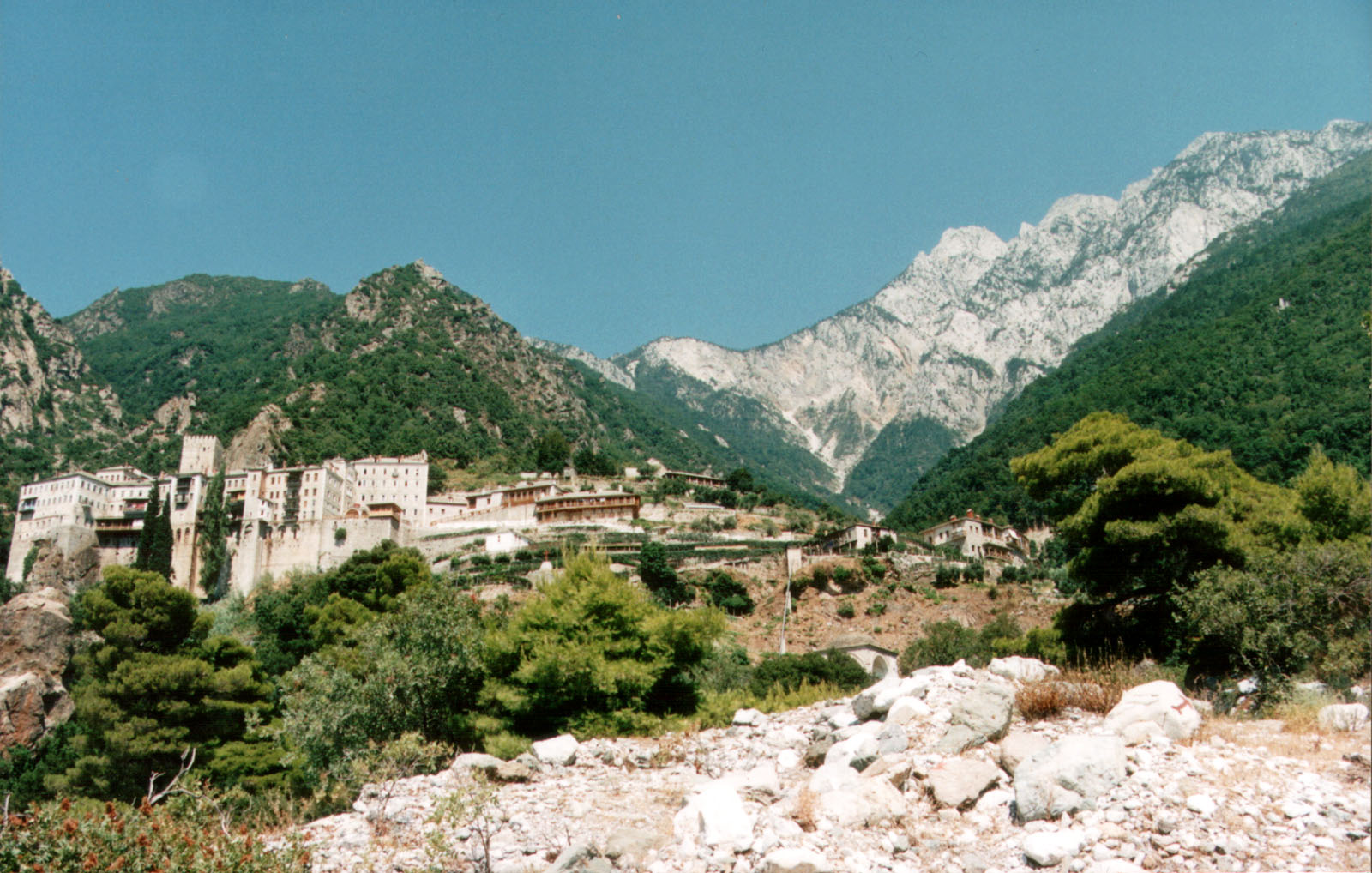
아이우 파블루 수도원.

이 수도원은 아토스 반도의 서쪽 지역에 있고 카톨리콘(본 교회)는 성전 봉헌에 봉헌되었다. 그 축일은 2월 2일에 기념된다. (아토스산의 수도원 공동체는 율리우스력을 지키기 때문에, 그 날은 상용력보다 현재는 13일의 날 수가 더해진, 율리우스력에서의 2월 2일로, 현대 그레고리력의 2월 15일에 해당된다.)
이 수도원의 설립자는 크세로포타무의 성 파블레이다. 1355년과 1365년 사이에, 세르비아의 귀족 안토니예 베가스는 대수도원장이 되고, 폐허가 된 수도원을 매입하여 복구하였다. 1410년 10월 14일에, 세르비아의 데스포트 두라즈 브란코비츠가 그의 어머니와 형제 라자르와 함께 고 라자르 흐레벨랴노비츠의 바램대로 쿠즈민을 기증하였다.
주교 포르피리 우스펜스키(1804년 ~ 1885년)는 1845년 10월의 방문 기간 동안에, 그의 견해에 따르면 가장 가치있다고 한 라도슬라프 복음서의 12개의 장들을 가져갔고 그것들을 상트페테르부르크에 있는 러시아 국립 도서관에 전했다. 수도원에 남아 있던 그것의 나머지 장들은 분실됐다.
이 수도원은 아토니테 수도원들의 서열체계에서 열네 번째의 위계를 지닌다.
이 수도원의 도서관에는 494 권의 필사본들과 12,000 권이 넘는 인쇄된 책들이 보관되어 있다.
이 수도원에는 31명의 현직 수사들이 있으며 두 곳의 독거 수도 스케테(작은, 부속 수도 주택)들이 속해 있다.:
- 루마니아의 락코스키티 그리고
- 그리스의 신 스케테

## 참고 문헌
1. ↑  Eastern Christianity: page 160
2. ↑  Tibor Zivkovic – Charters of the Serbian rulers related to Kosovo and Metochia. pages 123-124